# Clérey-sur-Brenon
Clérey-sur-Brenon és un municipi francès situat al departament de Meurthe i Mosel·la i a la regió del Gran Est. L'any 2007 tenia 65 habitants.

## Demografia

### Població
El 2007 la població de fet de Clérey-sur-Brenon era de 65 persones. Hi havia 28 famílies, de les quals 8 eren unipersonals (4 homes vivint sols i 4 dones vivint soles), 4 parelles sense fills, 12 parelles amb fills i 4 famílies monoparentals amb fills.
La població ha evolucionat segons el següent gràfic:
Habitants censats

### Habitatges
El 2007 hi havia 33 habitatges, 26 eren l'habitatge principal de la família, 1 era una segona residència i 6 estaven desocupats. 30 eren cases i 3 eren apartaments. Dels 26 habitatges principals, 23 estaven ocupats pels seus propietaris, 2 estaven llogats i ocupats pels llogaters i 1 estava cedit a títol gratuït; 2 tenien dues cambres, 1 en tenia tres, 7 en tenien quatre i 16 en tenien cinc o més. 24 habitatges disposaven pel capbaix d'una plaça de pàrquing. A 11 habitatges hi havia un automòbil i a 10 n'hi havia dos o més.

### Piràmide de població
La piràmide de població per edats i sexe el 2009 era:
| Homes | Edats   | Dones |
| ----- | ------- | ----- |
| 0     | 95 o +  | 0     |
| 0     | 90 a 94 | 0     |
| 0     | 85 a 89 | 4     |
| 0     | 80 a 84 | 4     |
| 0     | 75 a 79 | 0     |
| 0     | 70 a 74 | 0     |
| 0     | 65 a 69 | 0     |
| 4     | 60 a 64 | 4     |
| 4     | 55 a 59 | 0     |
| 0     | 50 a 54 | 0     |
| 0     | 45 a 49 | 0     |
| 0     | 40 a 44 | 0     |
| 12    | 35 a 39 | 4     |
| 0     | 30 a 34 | 4     |
| 0     | 25 a 29 | 4     |
| 0     | 20 a 24 | 0     |
| 0     | 15 a 19 | 0     |
| 8     | 10 a 14 | 0     |
| 12    | 5 a 9   | 4     |
| 4     | 0 a 4   | 4     |

## Economia
El 2007 la població en edat de treballar era de 42 persones, 32 eren actives i 10 eren inactives. De les 32 persones actives 29 estaven ocupades (13 homes i 16 dones) i 3 estaven aturades (3 homes). De les 10 persones inactives 3 estaven jubilades, 3 estaven estudiant i 4 estaven classificades com a «altres inactius».
Activitats econòmiques
L'any 2000 a Clérey-sur-Brenon hi havia 3 explotacions agrícoles.

## Poblacions més properes
El següent diagrama mostra les poblacions més properes.